# Stazione meteorologica di Pescara Aeroporto
La stazione meteorologica di Pescara Aeroporto è la stazione meteorologica di riferimento per il Servizio Meteorologico dell'Aeronautica Militare e per l'Organizzazione Mondiale della Meteorologia, relativa all'entroterra della città di Pescara.

## Caratteristiche

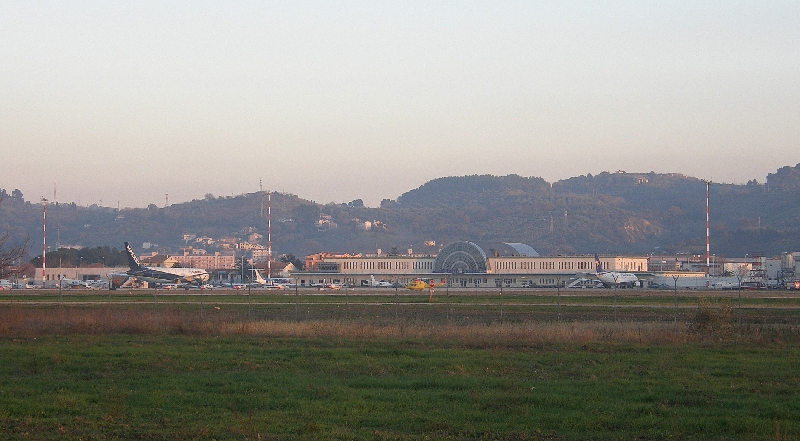
Veduta dell'area di ubicazione della stazione meteorologica

La stazione meteorologica, gestita dall'ENAV S.p.A., si trova nell'area climatica dell'Italia centrale, in cui è compreso l'intero territorio regionale dell'Abruzzo, nel comune di Pescara, nell'area aeroportuale, a 11 metri s.l.m. e alle coordinate geografiche 42°26′13.11″N 14°11′12.51″E. Tale stazione si trova al lato della pista aeroportuale su un manto erboso. Essa comprende una capannina meteorologica, ben visibile anche a occhio nudo dalle strade adiacenti, all'interno della quale c'è un sensore di temperatura e di umidità, un anemometro, costituito da un alto palo posto a fianco della capannina, un pluviometro, di colore grigiastro e un barometro. La posizione della stazione meteorologica, così come la strumentazione, rispettano le norme OMM.

## Medie climatiche ufficiali

### Dati climatologici 1971-2000
In base alle medie climatiche del trentennio 1971-2000, le più recenti in uso, la temperatura media del mese più freddo, gennaio, è di +6,5 °C, mentre quella del mese più caldo, luglio, è di +23,2 °C; mediamente si contano 27 giorni di gelo all'anno e 29 giorni annui con temperatura massima uguale o superiore ai 30 °C. Nel trentennio esaminato, i valori estremi di temperatura sono i +40,0 °C dell'agosto 1988 e i -13,2 °C del gennaio 1979.
Le precipitazioni medie annue si attestano a 658 mm, mediamente distribuite in 73 giorni, con minimo relativo in estate, picco massimo in autunno e massimo secondario in inverno per gli accumuli totali stagionali.
L'umidità relativa media annua fa registrare il valore di 72,8% con minimo di 70% a luglio e massimo di 76% a novembre; mediamente si contano 25 giorni all'anno con episodi nebbiosi.
Di seguito è riportata la tabella con le medie climatiche e i valori massimi e minimi assoluti registrati nel trentennio 1971-2000 e pubblicati nell'Atlante Climatico d'Italia del Servizio Meteorologico dell'Aeronautica Militare relativo al medesimo trentennio.
| Pescara Aeroporto (1971-2000)   | Mesi         | Mesi        | Mesi        | Mesi        | Mesi        | Mesi        | Mesi        | Mesi        | Mesi        | Mesi        | Mesi        | Mesi        | Stagioni | Stagioni | Stagioni | Stagioni | Anno  |
| Pescara Aeroporto (1971-2000)   | Gen          | Feb         | Mar         | Apr         | Mag         | Giu         | Lug         | Ago         | Set         | Ott         | Nov         | Dic         | Inv      | Pri      | Est      | Aut      | Anno  |
| ------------------------------- | ------------ | ----------- | ----------- | ----------- | ----------- | ----------- | ----------- | ----------- | ----------- | ----------- | ----------- | ----------- | -------- | -------- | -------- | -------- | ----- |
| T. max. media (°C)              | 11,2         | 11,9        | 14,4        | 17,7        | 22,3        | 26,3        | 29,2        | 29,0        | 25,6        | 20,7        | 15,5        | 12,4        | 11,8     | 18,1     | 28,2     | 20,6     | 19,7  |
| T. min. media (°C)              | 1,8          | 2,2         | 3,9         | 6,7         | 11,0        | 14,8        | 17,2        | 17,3        | 14,4        | 10,5        | 5,9         | 3,2         | 2,4      | 7,2      | 16,4     | 10,3     | 9,1   |
| T. max. assoluta (°C)           | 23,0 (1985)  | 24,4 (1990) | 28,0 (1989) | 30,4 (1989) | 35,4 (1983) | 37,1 (1998) | 39,8 (2000) | 40,0 (1988) | 37,2 (1988) | 33,1 (1993) | 27,8 (1990) | 27,8 (1989) | 27,8     | 35,4     | 40,0     | 37,2     | 40,0  |
| T. min. assoluta (°C)           | −13,2 (1979) | −5,7 (1996) | −7,0 (1987) | −2,0 (1997) | 3,2 (1972)  | 7,8 (1980)  | 8,9 (1993)  | 9,8 (1995)  | 5,0 (1977)  | 0,2 (1972)  | −5,0 (1975) | −5,6 (1986) | −13,2    | −7,0     | 7,8      | −5,0     | −13,2 |
| Giorni di calura (Tmax ≥ 30 °C) | 0            | 0           | 0           | 0           | 0           | 3           | 12          | 12          | 2           | 0           | 0           | 0           | 0        | 0        | 27       | 2        | 29    |
| Giorni di gelo (Tmin ≤ 0 °C)    | 10           | 7           | 4           | 0           | 0           | 0           | 0           | 0           | 0           | 0           | 1           | 5           | 22       | 4        | 0        | 1        | 27    |
| Precipitazioni (mm)             | 48,1         | 52,2        | 56,8        | 56,9        | 31,7        | 46,2        | 34,4        | 55,5        | 61,2        | 72,0        | 79,8        | 62,9        | 163,2    | 145,4    | 136,1    | 213,0    | 657,7 |
| Giorni di pioggia               | 6            | 7           | 7           | 6           | 5           | 5           | 4           | 5           | 6           | 7           | 8           | 7           | 20       | 18       | 14       | 21       | 73    |
| Giorni di nebbia                | 5            | 4           | 3           | 1           | 1           | 0           | 0           | 0           | 0           | 3           | 4           | 4           | 13       | 5        | 0        | 7        | 25    |
| Umidità relativa media (%)      | 74           | 72          | 71          | 71          | 73          | 71          | 70          | 72          | 73          | 75          | 76          | 75          | 73,7     | 71,7     | 71       | 74,7     | 72,8  |

### Dati climatologici 1961-1990
In base alla media trentennale di riferimento 1961-1990, ancora in uso per l'Organizzazione meteorologica mondiale e definita Climate Normal, la temperatura media del mese più freddo, gennaio, si attesta a +6,1 °C; quella del mese più caldo, luglio, è di +23,0 °C; mediamente, si verificano 30 giorni di gelo all'anno. Nel medesimo trentennio, la temperatura minima assoluta ha toccato i -13,2 °C nel gennaio 1979 (media delle minime assolute annue di -5,1 °C), mentre la massima assoluta ha fatto registrare i +40,0 °C nell'agosto 1988 (media delle massime assolute annue di +36,6 °C).
La nuvolosità media annua si attesta a 4 okta giornalieri, con minimo a luglio di 2,2 okta giornalieri e massimo di 5,1 okta giornalieri a febbraio.
Le precipitazioni medie annue sono di poco inferiori ai 700 mm, distribuite mediamente in 74 giorni; presentano un contenuto minimo in estate e un moderato picco tra l'autunno e l'inverno.
L'umidità relativa media annua fa registrare il valore di 72,6% con minimo a luglio di 69% e massimi di 76% a novembre e dicembre.
L'eliofania assoluta media annua si attesta a 6,1 ore giornaliere, con massimo di 9,8 ore giornaliere a luglio e minimo di 2,9 ore giornaliere a dicembre.
La pressione atmosferica media annua normalizzata al livello del mare è di 1014,7 hPa, con massimo di 1017 hPa ad ottobre e minimo di 1012 hPa ad aprile.
Il vento presenta una velocità media annua di 3,6 m/s, con minimi di 3,3 m/s ad agosto, settembre ed ottobre e massimo di 4,2 m/s a febbraio; le direzioni prevalenti sono di libeccio tra settembre ed aprile e di grecale tra maggio ed agosto.
| Pescara Aeroporto (1961-1990)                        | Mesi         | Mesi        | Mesi        | Mesi        | Mesi        | Mesi        | Mesi        | Mesi        | Mesi        | Mesi        | Mesi        | Mesi        | Stagioni | Stagioni | Stagioni | Stagioni | Anno    |
| Pescara Aeroporto (1961-1990)                        | Gen          | Feb         | Mar         | Apr         | Mag         | Giu         | Lug         | Ago         | Set         | Ott         | Nov         | Dic         | Inv      | Pri      | Est      | Aut      | Anno    |
| ---------------------------------------------------- | ------------ | ----------- | ----------- | ----------- | ----------- | ----------- | ----------- | ----------- | ----------- | ----------- | ----------- | ----------- | -------- | -------- | -------- | -------- | ------- |
| T. max. media (°C)                                   | 10,5         | 11,6        | 14,1        | 17,8        | 22,2        | 26,0        | 28,9        | 28,6        | 25,4        | 20,5        | 15,7        | 11,8        | 11,3     | 18,0     | 27,8     | 20,5     | 19,4    |
| T. min. media (°C)                                   | 1,7          | 2,6         | 4,4         | 7,0         | 11,0        | 14,7        | 17,1        | 17,1        | 14,4        | 10,6        | 6,4         | 3,2         | 2,5      | 7,5      | 16,3     | 10,5     | 9,2     |
| T. max. assoluta (°C)                                | 23,0 (1962)  | 25,0 (1968) | 28,0 (1989) | 30,4 (1989) | 35,4 (1983) | 34,4 (1962) | 39,8 (1983) | 40,0 (1988) | 37,2 (1988) | 30,2 (1979) | 27,8 (1990) | 27,8 (1989) | 27,8     | 35,4     | 40,0     | 37,2     | 40,0    |
| T. min. assoluta (°C)                                | −13,2 (1979) | −5,0 (1982) | −7,0 (1987) | −1,1 (1970) | 0,8 (1970)  | 6,0 (1961)  | 10,0 (1971) | 9,8 (1969)  | 5,0 (1977)  | 0,2 (1972)  | −5,0 (1975) | −5,6 (1986) | −13,2    | −7,0     | 6,0      | −5,0     | −13,2   |
| Giorni di gelo (Tmin ≤ 0 °C)                         | 11           | 7           | 4           | 1           | 0           | 0           | 0           | 0           | 0           | 0           | 1           | 6           | 24       | 5        | 0        | 1        | 30      |
| Nuvolosità (okta al giorno)                          | 5,0          | 5,1         | 4,7         | 4,3         | 3,9         | 3,3         | 2,2         | 2,4         | 3,1         | 4,0         | 4,7         | 5,0         | 5,0      | 4,3      | 2,6      | 3,9      | 4,0     |
| Precipitazioni (mm)                                  | 54,7         | 52,6        | 62,9        | 55,3        | 34,6        | 43,9        | 33,8        | 53,7        | 61,2        | 73,5        | 71,3        | 76,8        | 184,1    | 152,8    | 131,4    | 206,0    | 674,3   |
| Giorni di pioggia                                    | 6            | 7           | 7           | 6           | 5           | 5           | 4           | 5           | 6           | 7           | 7           | 9           | 22       | 18       | 14       | 20       | 74      |
| Umidità relativa media (%)                           | 74           | 73          | 72          | 71          | 72          | 70          | 69          | 71          | 72          | 75          | 76          | 76          | 74,3     | 71,7     | 70       | 74,3     | 72,6    |
| Eliofania assoluta (ore al giorno)                   | 3,1          | 3,9         | 4,9         | 6,4         | 7,8         | 8,7         | 9,8         | 8,9         | 7,3         | 5,5         | 3,7         | 2,9         | 3,3      | 6,4      | 9,1      | 5,5      | 6,1     |
| Radiazione solare globale media (centesimi di MJ/m²) | 564          | 851         | 1 323       | 1 865       | 2 277       | 2 463       | 2 556       | 2 169       | 1 689       | 1 113       | 671         | 491         | 1 906    | 5 465    | 7 188    | 3 473    | 18 032  |
| Pressione a 0 metri s.l.m. (hPa)                     | 1 016        | 1 014       | 1 014       | 1 012       | 1 013       | 1 014       | 1 014       | 1 014       | 1 016       | 1 017       | 1 016       | 1 016       | 1 015,3  | 1 013    | 1 014    | 1 016,3  | 1 014,7 |
| Vento (direzione-m/s)                                | SW 4,1       | SW 4,2      | SW 4,1      | SW 3,9      | NE 3,5      | NE 3,4      | NE 3,4      | NE 3,3      | SW 3,3      | SW 3,3      | SW 3,5      | SW 3,8      | 4,0      | 3,8      | 3,4      | 3,4      | 3,6     |

## Valori estremi

### Temperature estreme mensili dal 1947 ad oggi
Nella tabella sottostante sono riportati i valori delle temperature estreme mensili registrate presso la stazione meteorologica dal 1947 ad oggi. Nel periodo esaminato, la temperatura minima assoluta ha toccato i -13,2 °C nel gennaio 1979 mentre la massima assoluta ha raggiunto i +41,0 °C nell'agosto 2017 (nettamente sovrastimati in base ai dati di altre stazioni i +45 °C del 30 agosto 2007 e i +43,8 °C del 24 luglio 2007).
| Pescara Aeroporto (1947-2024) | Mesi         | Mesi         | Mesi        | Mesi        | Mesi        | Mesi        | Mesi        | Mesi        | Mesi        | Mesi        | Mesi        | Mesi        | Stagioni | Stagioni | Stagioni | Stagioni | Anno  |
| Pescara Aeroporto (1947-2024) | Gen          | Feb          | Mar         | Apr         | Mag         | Giu         | Lug         | Ago         | Set         | Ott         | Nov         | Dic         | Inv      | Pri      | Est      | Aut      | Anno  |
| ----------------------------- | ------------ | ------------ | ----------- | ----------- | ----------- | ----------- | ----------- | ----------- | ----------- | ----------- | ----------- | ----------- | -------- | -------- | -------- | -------- | ----- |
| T. max. assoluta (°C)         | 23,0 (1962)  | 26,3 (2014)  | 33,0 (2001) | 30,7 (2024) | 35,4 (1983) | 38,6 (2022) | 40,8 (1950) | 41,0 (2017) | 40,0 (2015) | 33,1 (1993) | 29,0 (2012) | 27,8 (1989) | 27,8     | 35,4     | 41,0     | 40,0     | 41,0  |
| T. min. assoluta (°C)         | −13,2 (1979) | −12,6 (1956) | −7,0 (1987) | −2,0 (1997) | 0,8 (1957)  | 5,0 (1955)  | 8,9 (1993)  | 9,4 (1949)  | 5,0 (1977)  | 0,2 (1972)  | −5,0 (1975) | −8,0 (2010) | −13,2    | −7,0     | 5,0      | −5,0     | −13,2 |